# Křížová cesta (Petřvald)
Křížová cesta v Petřvaldu u Karviné se nachází v centru města před kostelem svatého Jindřicha.

## Historie
Křížová cesta byla postavena roku 1843. Tvoří ji 14 zděných výklenkových kapliček, které oboustranně lemují přístupovou cestu ke kostelu svatého Jindřicha.
Roku 2009 bylo všech 14 zastavení opraveno včetně odvodnění. Roku 2015 křížovou cestu doplnila nová alej lípy velkolisté.
Křížová cesta je spolu s kostelem chráněna jako nemovitá Kulturní památka České republiky.